# Герда Вегенер
Герда Вегенер, до шлюбу Герда Марія Фредеріка Готліб (дан. Gerda Wegener, Gerda Marie Fredrikke Gottlieb; 15 березня 1886 — 28 липня 1940) — данська художниця, ілюстраторка та дизайнерка в стилі модерн та арт-деко. Основний напрям творчості — портрет та еротика. Її улюбленими персонажками були кокетливі дівчата, гламурні діви й чуттєві жінки. Моделлю часто виступав її чоловік — художник-пейзажист Ейнар Вегенер, один з перших в історії прооперованих по зміні статі.

## Біографія
Народилася в прибережному данському місті в Ютландії в родині вікарія у 1886 році. Незважаючи на консервативне виховання, Герда переконала сім'ю дозволити їй в підлітковому віці виїхати в Копенгаген, де вступила до жіночого коледжу Королівської данської академії красних мистецтв. Там зустріла студента коледжу Ейнара Вегенера і у 1904 (у 19 років) одружилася з ним. У 1912-му переїхала з чоловіком у Париж і зайнялася художньою кар'єрою. Пара вела світське життя, якому сприяв успіх Готліб як портретистки та ілюстраторки провідних модних журналів.

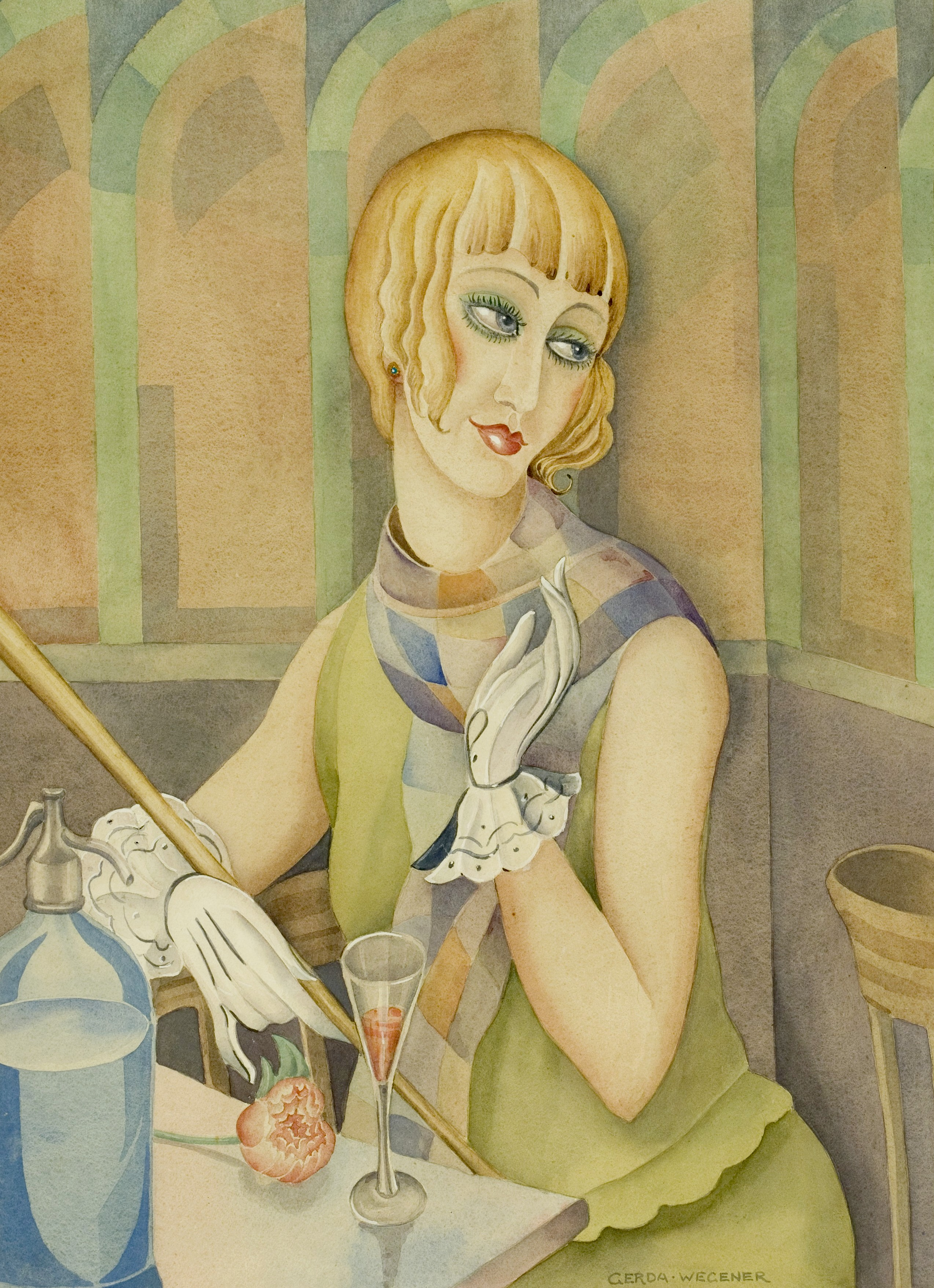
Портрет Лілі Ельбе

У Парижі Готліб швидко стала відома своїми чуттєвими ілюстраціями, які висловлювали свободу духу. На своїх картинах вона часто зображала таємничу красуню зі стильним коротким каре, повними губами і завзятими карими очима. У 1913 році Готліб шокувала громадськість, розкривши таємницю моделі, якою був її чоловік Ейнар. У жіночому одязі Ейнар Вегенер представлявся оточуючим під ім'ям Лілі Ельбе, "сестри" Герди Готліб.
У 1930 році Герда Готліб підтримала чоловіка у його рішенні зробити трансгендерний перехід — як фізично, так і юридично. Переїжджає з ним до Німеччини, де сексолог Магнус Гіршфельд зробив операцію.
Згодом пара повертається в Копенгаген і організовує художню виставку, щоб зібрати гроші на наступну операцію, але виставка провалилася. Після цього Ейнар-Лілі остаточно закинув свою творчість. До 1931 року пара за взаємною згодою розлучилася. Їх шлюб був анульований королем Данії, і обидвоє уклали нові союзи.
Герда Готліб одружилася з офіцером італійської армії Фернандо Порта, котрий витратив усі її заощадження. Проживши з ним кілька років у Марракеші та Касабланці, розлучилася в 1936 році і більше не вступала в шлюб. Дітей не мала. 
Після смерті колишнього чоловіка внаслідок невдалої трансплантацію матки Готліб повернулася в Копенгаген, де жила самітницею до кінця життя. 
Її картини на той час вийшли з моди, тож заробляла малюванням різдвяних листівок. Зубожіла мисткиня стала зловживати алкоголем і померла на самоті у 1940 році.

## Творчість
У своїй творчості Герда Готліб була глибоко зачарована людськими іграми з ідентичністю, перевдяганнями, масками і театральністю. Читачі журналів «La Vie Parisienne», «Vogue», «La Baïonnette» і «Le Rire» милувалися її технічно досконалими і часом відвертими малюнками. Для цих малюнків найчастіше позував чоловік — в макіяжі, різних перуках, сукнях, туфлях і з екзотичними віялами.
Живучи в Парижі, Готліб-Вегенер брала участь в найважливіших щорічних виставках. Була представлена у французькому павільйоні на Всесвітній виставці 1925 року, де виграла дві золоті медалі. Вона створювала ілюстрації (особливо для еротичної літератури) і скляну мозаїку для паризьких магазинів та заможних будинків.
Три картини Герди Готліб входять у колекцію Центру Помпіду. Але провідні данські музеї не купили жодної — оскільки вона була жінкою, висловлювала себе в комерційній маскультурі, була бісексуальною і знаходилася у неоднозначному шлюбі.

## Пам'ять
Історія Готліб та Вегенера лягла в основу фільму «Дівчина з Данії» (2015, режисер Том Гупер). Роль Герди зіграла шведська акторка Алісія Вікандер.